# Duitse hockeyploeg (vrouwen)
De Duitse hockeyploeg voor vrouwen is de nationale ploeg die Duitsland vertegenwoordigt tijdens interlands in het hockey. Tussen 1974 en 1990 vertegenwoordigde de ploeg alleen de Bondsrepubliek. De DDR speelde geen rol in het vrouwenhockey. Na de Olympische Spelen van 1968 was de DDR ook bij de heren niet meer vertegenwoordigd.
De Duitse hockeyploeg werd op de Zomerspelen van 2004 olympisch kampioen.
In 2007 werd Duitsland in Manchester verrassend Europees kampioen. In de finale versloegen ze wereldkampioen Nederland met 2-0 en wonnen zodoende hun eerste Europese titel.

## Erelijst Duitse hockeyploeg
| Jaar | Champions Trophy         | Europees kampioenschap  | Olympische Spelen      | Wereldkampioenschap              | Hockey World League Hockey Pro League |
| ---- | ------------------------ | ----------------------- | ---------------------- | -------------------------------- | ------------------------------------- |
| 1971 |                          |                         |                        | IFWHA WK 1971 Auckland           |                                       |
| 1972 |                          |                         |                        | WK 1972 Barcelona                |                                       |
| 1974 |                          |                         |                        | WK 1974 Mandelieu                |                                       |
| 1975 |                          |                         |                        | geen deelname IFWHA WK           |                                       |
| 1976 |                          |                         |                        | WK 1976 West-Berlijn             |                                       |
| 1978 |                          |                         |                        | WK 1978 Madrid                   |                                       |
| 1979 |                          |                         |                        | IFWHA WK 1979 Vancouver          |                                       |
| 1980 |                          |                         | boycot OS 1980 Moskou  |                                  |                                       |
| 1981 |                          |                         |                        | WK 1981 Buenos Aires             |                                       |
| 1983 |                          |                         |                        | 4e WK 1983 Kuala Lumpur          |                                       |
| 1984 |                          | EK 1984 Rijsel          | OS 1984 Los Angeles    |                                  |                                       |
| 1985 |                          |                         |                        |                                  |                                       |
| 1986 |                          |                         |                        | WK 1986 Amstelveen               |                                       |
| 1987 | geen deelname            | EK 1987 Londen          |                        |                                  |                                       |
| 1988 |                          |                         | 5e OS 1988 Seoel       |                                  |                                       |
| 1989 | CT 1989 Frankfurt        |                         |                        |                                  |                                       |
| 1990 |                          |                         |                        | 8e WK 1990 Sydney                |                                       |
| 1991 | 4e CT 1991 Berlijn       | EK 1991 Brussel         |                        |                                  |                                       |
| 1992 |                          |                         | OS 1992 Barcelona      |                                  |                                       |
| 1993 | CT 1993 Amstelveen       |                         |                        |                                  |                                       |
| 1994 |                          |                         |                        | 4e WK 1994 Dublin                |                                       |
| 1995 | 4e CT 1995 Mar del Plata | EK 1995 Amstelveen      |                        |                                  |                                       |
| 1996 |                          |                         | 6e OS 1996 Atlanta     |                                  |                                       |
| 1997 | CT 1997 Berlijn          |                         |                        |                                  |                                       |
| 1998 |                          |                         |                        | WK 1998 Utrecht                  |                                       |
| 1999 | CT 1999 Brisbane         | EK 1999 Keulen          |                        |                                  |                                       |
| 2000 | CT 2000 Amstelveen       |                         | 7e OS 2000 Sydney      |                                  |                                       |
| 2001 | geen deelname            |                         |                        |                                  |                                       |
| 2002 | geen deelname            |                         |                        | 7e WK 2002 Perth                 |                                       |
| 2003 | geen deelname            | EK 2003 Barcelona       |                        |                                  |                                       |
| 2004 | CT 2004 Rosario          |                         | OS 2004 Athene         |                                  |                                       |
| 2005 | 5e CT 2005 Canberra      | EK 2005 Dublin          |                        |                                  |                                       |
| 2006 | CT 2006 Amstelveen       |                         |                        | 8e WK 2006 Madrid                |                                       |
| 2007 | CT 2007 Quilmes          | EK 2007 Manchester      |                        |                                  |                                       |
| 2008 | CT 2008 Mönchengladbach  |                         | 4e OS 2008 Peking      |                                  |                                       |
| 2009 | 4e CT 2009 Sydney        | EK 2009 Amstelveen      |                        |                                  |                                       |
| 2010 | 4e CT 2010 Nottingham    |                         |                        | 4e WK 2010 Rosario               |                                       |
| 2011 | 8e CT 2011 Amstelveen    | EK 2011 Mönchengladbach |                        |                                  |                                       |
| 2012 | 4e CT 2012 Rosario       |                         | 7e OS 2012 Londen      |                                  |                                       |
| 2013 |                          | EK 2013 Boom            |                        |                                  | 7e HWL 2012-13                        |
| 2014 | 7e CT 2014 Mendoza       |                         |                        | 8e WK 2014 Den Haag              |                                       |
| 2015 |                          | EK 2015 Londen          |                        |                                  | HWL 2014-15                           |
| 2016 | geen deelname            |                         | OS 2016 Rio de Janeiro |                                  |                                       |
| 2017 |                          | 4e EK 2017 Amstelveen   |                        |                                  | 6e HWL 2016-17                        |
| 2018 | geen deelname            |                         |                        | 5e WK 2018 Londen                |                                       |
| 2019 |                          | EK 2019 Antwerpen       |                        |                                  | HPL 2019                              |
| 2021 |                          | EK 2021 Amstelveen      | 6e OS 2020 Tokio       |                                  | 4e HPL 2020                           |
| 2022 |                          |                         |                        | 4e WK 2022 / Amstelveen/Terrassa | 6e HPL 2022                           |
| 2023 |                          | EK 2023 Mönchengladbach |                        |                                  | 5e HPL 2023                           |
| 2024 |                          |                         | 6e OS 2024 Parijs      |                                  | 2e HPL 2024                           |
| 2025 |                          | EK 2025 Mönchengladbach |                        |                                  | 7e HPL 2025                           |

In 1975 nam West-Duitsland niet deel aan het wereldkampioenschap. De belangrijkste reden was dat de Duitse hockeybond zich verzette tegen de twee wereldkampioenschappen die destijds werden gehouden, die van de FIH en van de IFWHA. In 1980 trok West-Duitsland zich terug van de Olympische Spelen vanwege de internationale boycot.

## Selectie

### WK 2014
- Hoofdcoach: Jamilon Mülders
- Assistent: Michael Willemsen

| Naam              | Rugnummer | Club                   |
| ----------------- | --------- | ---------------------- |
| Keepers           |           |                        |
| Kim Platten       | 3         | Münchner SC            |
| Barbara Vogel     | 17        | Berliner HC            |
| Verdedigers       |           |                        |
| Tina Bachmann     | 2         | Oranje Zwart           |
| Anne Schröder     | 5         | Der Club an der Alster |
| Nina Hasselmann   | 10        | Münchner SC            |
| Anissa Korth      | 27        | Mannheimer HC          |
| Julia Müller      | 28        | Kampong                |
| Middenvelders     |           |                        |
| Jana Teschke      | 4         | Hamburg UHC            |
| Kristina Hillmann | 9         | Hamburg UHC            |
| Lydia Haase       | 12        | Mannheimer HC          |
| Katharina Otte    | 13        | Berliner HC            |
| Hannah Krüger     | 15        | Münchner SC            |
| Lena Jacobi       | 30        | Berliner HC            |
| Spitsen           |           |                        |
| Eileen Hoffmann   | 11        | Hamburg UHC            |
| Lisa Altenburg    | 18        | Hamburg UHC            |
| Marie Mävers      | 23        | Hamburg UHC            |
| Maike Stöckel     | 24        | SCHC                   |
| Hannah Gablać     | 26        | Rot-Weiss Köln         |

1980: Zimbabwe ·
1984: Nederland ·
1988: Australië ·
1992: Spanje ·
1996: Australië ·
2000: Australië ·
2004: Duitsland ·
2008: Nederland ·
2012: Nederland ·
2016: Groot-Brittannië ·
2020: Nederland ·
2024: Nederland
1971:  Nederland · 
1972:  Nederland · 
1974:  Nederland · 
1975:  Engeland · 
1976:  West-Duitsland · 
1978:  Nederland · 
1979:  Nederland · 
1981:  West-Duitsland · 
1983:  Nederland · 
1986:  Nederland · 
1990:  Nederland · 
1994:  Australië · 
1998:  Australië · 
2002:  Argentinië · 
2006:  Nederland · 
2010:  Argentinië · 
2014:  Nederland · 
2018:  Nederland · 
2022:  Nederland